# Krakauer Oberhof für deutsches Recht
Der Krakauer Oberhof für deutsches Recht war ein Gericht des Königreiches Polen. Es handelte sich dabei um einen Oberhof für Magdeburger Recht.

## Geschichte
Im Königreich Polen waren zahlreiche Siedlungen nach „deutschem Recht“, worunter das Recht Magdeburgs zu verstehen ist, gegründet worden. Daher gab es das Bedürfnis nach einer Instanz für die Vogteien und Schulzeien, die nach diesem Recht urteilten. Jedoch gab es bereits Obergerichte für das Recht im kleinpolnischen Raum. Die Gründungsurkunde beschreibt, dass ein wichtiger Punkt war, den Rechtszug nach Magdeburg zu beenden. Der Geltungsanspruch des deutschen Rechts sollte aber nicht geschwächt, sondern im Gegenteil durch einen Oberhof gestärkt werden. Das Gericht sollte das Magdeburger Recht und die nach diesem Recht gegründeten Orte in das polnische Staatssystem eingliedern.
Der polnische König Kasimir der Große richtete 1356 den Oberhof als ius supremum Theutonicale in castro Cracoviensi ein. Das Gericht hatte seinen Sitz in der polnischen Königsburg auf dem Wawel. Die Gründungsurkunde datiert auf den 5. Oktober. Im Laufe des 15. Jahrhunderts wurde Theutonicale durch Magdeburgense ersetzt.
Ius supremum wird zumeist mit Oberhof wiedergegeben, im Polnischen wird es mit sądu najwyzszego übersetzt, was im Deutschen mit höchster Gerichtshof wiedergegeben werden kann.

### Zuständigkeit
Der Oberhof hatte zum einen gerichtliche und zum anderen Rechtsauskunft erteilende Funktion. Seine Aufgaben waren somit vergleichbar mit den Oberhöfen in den deutschen Landen, die zum Teil die Funktion von Gerichten, zum Teil nur die Funktion von Rechtsauskunftsstellen wie Schöffenstühlen hatten. Der Oberhof war zunächst nur örtlich zuständig für die Ortschaften um die Stadt Krakau, die nach deutschem Recht lebten. Im 16. Jahrhundert weitete sich die Zuständigkeit aus und etwa die Hälfte des Königreich Polens gehörte zur Zuständigkeit des Oberhofes.
Der Oberhof war das erstinstanzliche Gericht für die Vögte und Schulzen der in Magdeburger Recht gegründeten und nach diesem Recht lebenden Orte. Für die Gerichte der Orte, denen diese Amtspersonen vorsaßen, war der Oberhof eine Rechtsauskunftsstelle. Neben diesen Funktionen war es auch möglich, unstreitige Rechtsangelegenheiten registrieren zu lassen. Aber nicht nur Vogte und Schulzen konnten sich an den Oberhof wenden, sondern auch Räte und Klöster.
Aus den gesammelten Entscheidungen entstanden zwei Sammlungen, getrennt nach den Zuständigkeiten. Die eine Sammlung waren die acta iudicaria als Sammlung gerichtlicher Entscheidungen, wobei die älteste Sammlung Entscheidungen aus den Jahren 1390 bis 1416 enthält. Die zweite Sammlung waren die acta decretorum als Sammlung von Auskünften, wobei hier die Aufzeichnungen im Jahr 1456 einsetzen. Aus den edierten Decreta wurde geschlussfolgert, dass sich von 1456 bis 1481 etwa 250 Orte an den Oberhof gewandt haben und 1629 Sprüche ergangen sind. Inhaltlich waren dies überwiegend Fragen des Privat- und Verfahrensrechts. Nach 1518 sank die Zahl der Anfragen stark, denn seit diesem Jahr wurde den Bauern verboten, sich an königliche Gerichte zu wenden. Sie konnten sich somit nur noch an die adlige Gerichtsbarkeit wenden.

### Verfahren und Zusammensetzung
Die Sprüche waren zuerst noch in deutscher Sprache, relativ schnell dann jedoch nur noch in Latein gehalten. Das Verfahren wurde schriftlich geführt, die Gerichte, die den Oberhof anriefen, versiegelten ihre Akten und versandten sie nach Krakau. Die Parteien eines Verfahrens waren in dem Verfahren in Krakau nicht beteiligt, sie mussten sich bei der Abfassung der Anfrage vor dem unteren Gericht beteiligen. Eine Schelte der Urteilssprüche war ebenso wie bei der Krakauer Spruchsammlung nur möglich vor der Kommission der sechs Städte Magdeburger Rechts. Zunächst wurde diese Institution erst als sex civitates oder commissatii sex civitatum bezeichnet. Erst im 16. Jahrhundert wurde diese Kommission als ein Gericht betrachtet. Neben dem Krakauer Oberhof existierten Gerichte in Breslau, Posen und der Kulmer Oberhof.
Für die Besetzung war vorgesehen, dass sich das Gericht aus Schulzen und Vögten der Orte zusammensetzte, die nach deutschem Recht lebten. Die Realität sah jedoch anders aus, das Gericht war mit Bürgern der Städte wie Krakau und Kazimierz besetzt. Diese waren jedoch mit Expertise im Magdeburger Recht ausgestattet. Im 16. Jahrhundert waren nur rechtskundige Bürger Krakaus im Oberhof tätig. Mit Privileg von Henri III. aus dem Jahr 1574 wurde den Bürgern sogar das alleinige Recht zur Besetzung des Gerichtes zugestanden. An der Spitze des Oberhofes stand ein vom König auf Lebenszeit berufener Vogt. Neben ihm waren sieben Schöffen auf Lebenszeit berufen.

### Ende und Rezeption
Im Jahr 1791 reformierte der Sejm mit einem Gesetz das Gerichtswesen in Polen grundlegend. Der Oberhof wurde im Zuge dieser Entwicklung im Jahr 1794 aufgelöst.
Der Rechtshistoriker Heiner Lück ordnet die Errichtung des Oberhofes in die Entwicklungen in Polen ein, magdeburgisches Recht zu übernehmen, was seit dem Hochmittelalter zu einer Rezeption deutschen Rechtes in Orten und Landstrichen Osteuropas geführt hatte. In Krakau galt seit der Neugründung 1257 Magdeburg-Breslauer Recht. König Kasimir ließ nach der Errichtung des Oberhofes eine Handschrift des Sachsenspiegel-Landrechtes und des Magdeburger Weichbildrechtes anschaffen. Der Oberhof sollte verhindern, dass die Städte sich nach Magdeburg wenden würden, um Rechtsauskünfte einzuholen und so die Rolle des Königtums stärken und die Siedlungen in den polnischen Staat integrieren. Der König verbot sogar die Einholung von Rechtsauskünften im Ausland. Jedoch war noch bis ins 16. Jahrhundert die Praxis verbreitet, bei schwierigen Rechtsfragen die Auskunft aus Magdeburg einzuholen. Der Oberhof in Krakau führte jedoch zu einer Stärkung der Rezeption Magdeburger Rechtes in Polen.
Seit 2007 erinnert eine Reliefplatte eines Krakauer Künstlers inmitten der Tuchhallen an die Rolle Krakaus als Stadt Magdeburger Rechts. Die Aufarbeitung der Sprüche des Oberhofes durch die Wissenschaft steht Anfang des 21. Jahrhunderts erst am Anfang.